# Сироїжка їстівна
Сироїжка їстівна (Russula vesca Fr.) — вид грибів роду Сироїжка (Russula). Гриб класифіковано у 1836 році.

## Назва
Місцеві назви — підпенька, голубінка.

## Будова
Шапка 5-10 см у діаметрі, напівкуляста, опукло-подушкоподібна, згодом плоско- або увігнуторозпростерта, щільном'ясиста, сірувато-червонувата або сірувато-рожево-коричнювата, найчастіше з лілуватим відтінком, часом у центрі рудувато-оливкувата, з тонким, гладеньким краєм, гола, клейкувата, при висиханні матова. Шкірка знімається. Пластинки вузькі, білі. Спорова маса біла. Спори (5)6-8(9) Х 5-6 мкм, дрібнобородавчасті. Ніжка 2-5 Х 1,5-2,5 см, коротша за діаметр шапки, біла (зрідка рожевувата), щільна, тверда, донизу трохи звужена і часом рудувата. М'якуш білий, щільний, солодкий, при розрізуванні не змінюється або трохи рудіє, з приємним грибним запахом.

## Поширення та середовище існування
В Україні поширена на Поліссі, в Лісостепу та Прикарпатті. Росте в листяних, зрідка хвойних лісах. Збирають у липні — жовтні.

## Практичне використання
Сироїжка харчова — їстівний шапковий гриб третьої категорії, який має гарні смакові якості, його вживають свіжим, використовують для приготування перших страв, смажать, маринують, солять і навіть сушать.